# Saturday Zone
Saturday Zone è stato un programma televisivo italiano andato in onda su Italia 2 tra il 6 giugno e il 22 novembre 2012.
Il programma era condotto dagli youtuber Davide Rovelli, Mattia Ferrari e Mattia Pozzoli e permetteva ai telespettatori di mettere in mostra i propri video.